# Gampong Baro (Setia Bakti)
Gampong Baro is een bestuurslaag in het regentschap Aceh Jaya van de provincie Atjeh, Indonesië. Gampong Baro telt 1038 inwoners (volkstelling 2010).